# Kawambwa
Kawambwa est une ville zambienne située dans la province de Luapula. Sa population s'élève à 46 171 habitants en 2010.

## Source
- (en) Cet article est partiellement ou en totalité issu de l’article de Wikipédia en anglais intitulé « Kawambwa » (voir la liste des auteurs).